# Клан Макдональд з Кланраналда

Емблема (хрест) клану МакДональд з Кланраналда.

Герб вождів клану МакДональд з Кланраналда.

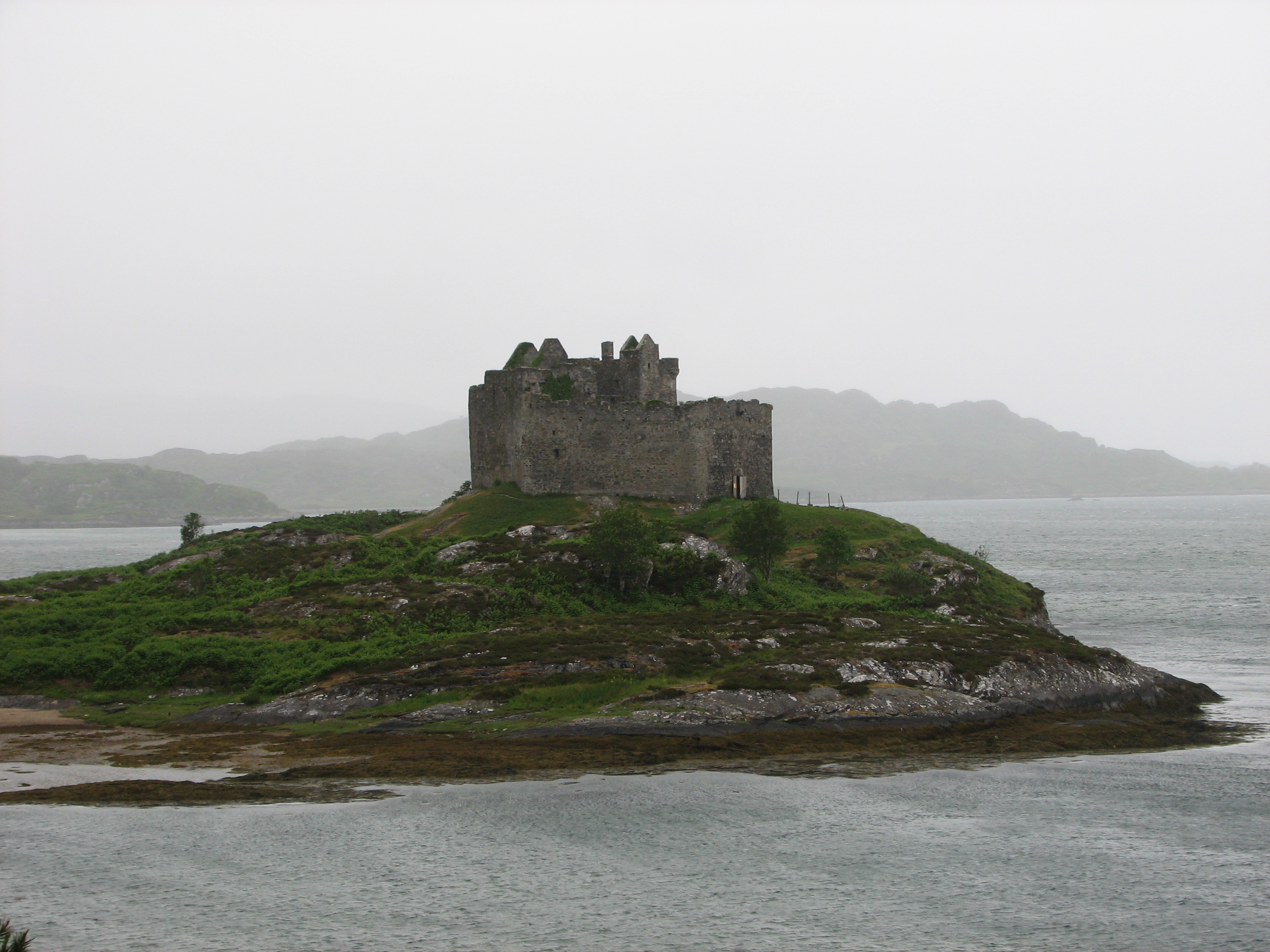
Замок Тіоран — резиденція вождів клану МакДональд з Кланраналда.

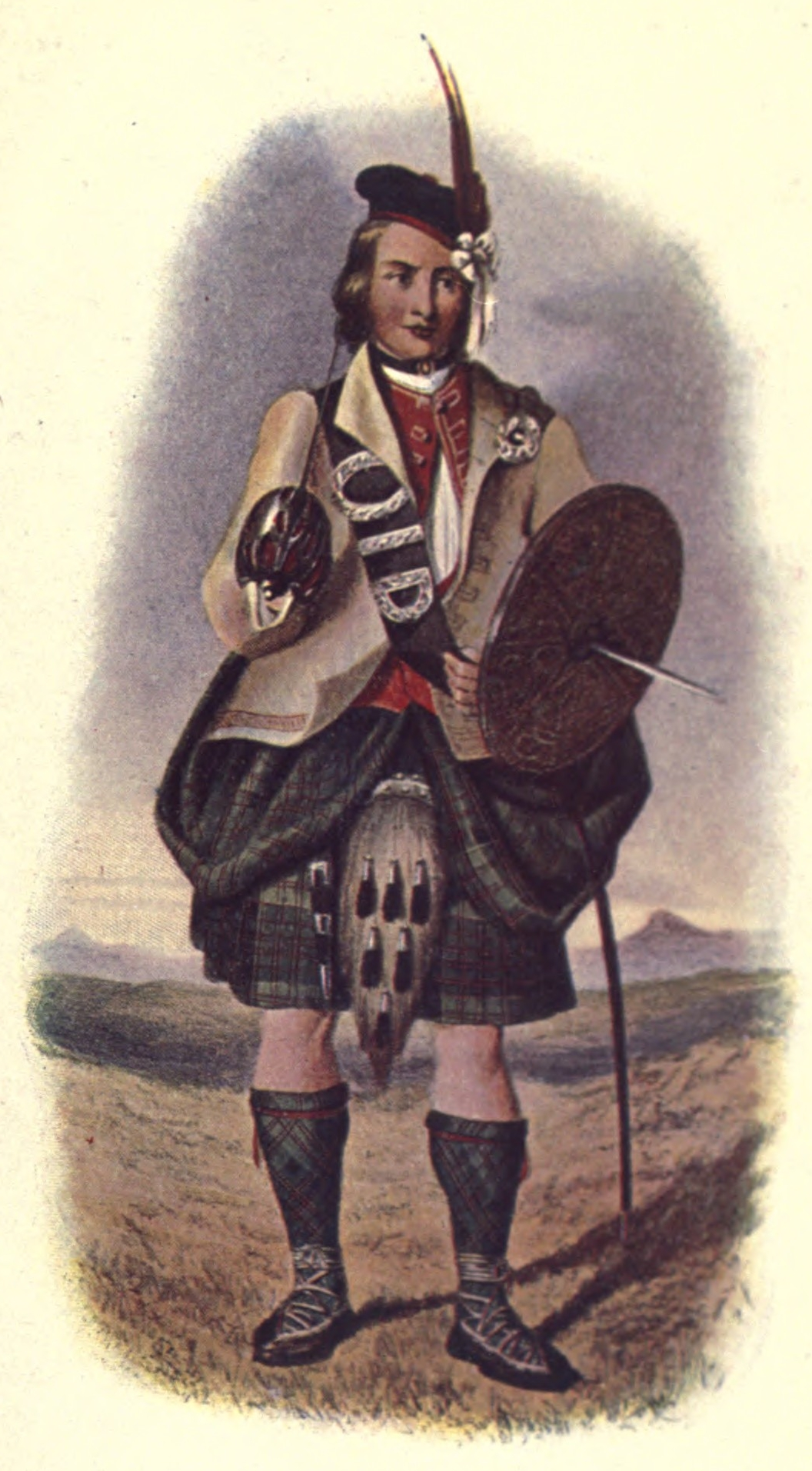
Чоловік з клану МакДональд з Кланраналда у традиційному вбранні. Малюнок художника Р. Р. МакЯна 1845 року.

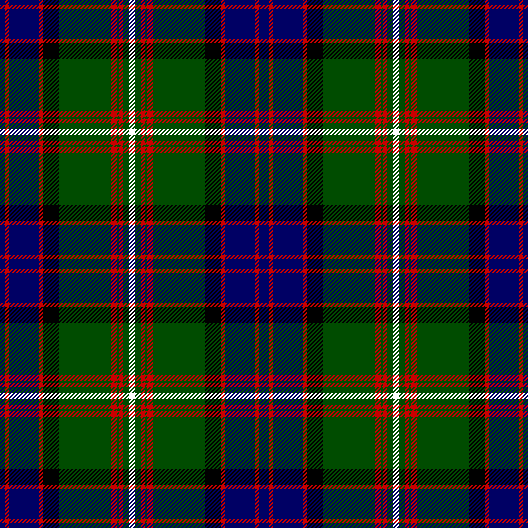
Тартан клану МакДональд з Кланраналда.

Клан МакДональд з Кланраналда (шотл. MacDonald Clanranald) — один з гірських кланів Шотландії. Одна з гілок клану МакДональд — одного з найбільших і в свій час одного з найсильніших шотландських кланів.
Засновником клану був Реджинальд — четвертий правнук Сомерледа. Вождь клану МакДональд з Кланраналда традиційно називався капітаном Кланраналда. Так його і називають герольди Шотландії.
Гасло клану: Мої сподівання тільки на тебе.
Резиденція вождів клану: замок Тіоран.

### Історія клану МакДональд з Кланраналда

#### Походження
Клан МакДональд з Кланраналда є гілкою клану Дональд (МакДональд) — найбільшого шотландського клану. Засновником клану Дональд був Дональд — син Регінальда сина Сомерледа. Сомерлед був сином Гіллебріде — кельтським вождем XII століття — королем Островів, королем Аргайл. Його походження і родовід неясні. Клан МакДональд з Кланраналда походить від Ангуса Мора — сина Дональда. В Ангуса Мора був син Ангус Ог. Син Ангуса Ога — Джон був лордом Островів. Джон одружився спочатку з Амі з роду Мак Руарі (клан Руайрді). Потім Джон розлучився з Амі і одружився з Маргарет — дочкою короля Шотландії Роберта II. Діти від цих шлюбів були засновниками різних гілок клану МакДональд. Клан МакДональд з Кланраналда походить від старшого сина Амі — Реджинальда.

#### XIV століття
Реджинальд — І вождь клану МакДональд з Кланраналда успадкував від своєї матері більшість земель клану Руайдрі. У 1371 році його батько Джон передав йому землі на основній території Шотландії. Хартія на володіння землями була підтверджена у 1372 році королем Робертом ІІ — в хартію були включені землі Ейгг, Рум, Віст, Харріс, а також трьох пеннілендів в Сунарт та Леттерлохетт, двох пеннілендів в Ардгор, одного пенніленду в Хавласт і 60 мерклендів в Лохабер. Після смерті Джона молодший зведений брат Реджинальда — Дональд став лордом Островів і вождем клану Дональд. Реджинальд помер у 1386 році в замку Тіоран і був похований у склепі Реліг Одрайн на острові Йона. Йому успадкував його старший син Аллан.
Епоха від Реджинальда до його правнука (якого теж звали Аллан) є темною і неясною в історії клану. З 1372 по 1495 року не ясно який був статус клану в Шотландії і якими землями він володів. Деяке світло проливає документ, що датується 1531 роком — згідно цього документі король Джеймс V гарантує права на землі Джону Мойдартаху. У документі згадуються 27 мерклендів Мойдарта, 30 мерклендів Арісайга, 21 меркленд Ейгг, 30 мерклендів Скіроу. Очевидно, що це лише фрагмент земель якими володів клан.

#### XV століття
У 1427 році король Шотландії Джеймс викликав вождів шотландських кланів, що тоді не корилися королю, в Інвернесс. Коли вони прибули, Олександр син Годфрі та Джон МакАртур були негайно схоплені і страчені. Аллан пережив цю чистку вождів і був включений у реєстр вождів кланів Шотландії, що був складений 1428 року. Проте не ясно що він успадкував після страти Олександра сина Годфрі. Судячи по всьому Аллан брав участь в битві під Харлоу у 1411 році, як і його брати Дональд і Дугалд (що були вбиті). Аллан помер десь між 1428 і 1430 роком і був похований в Реліг Одрайн. Йому успадкував його старший син Родерік.
Родерік — ІІІ вождь клану МакДональд з Кланраналда підтримав графа Росс в його боротьбі з королем Шотландії. Він приєднався до графа Росс у військовому поході на Інвернесс у 1432 році. Літописи клану МакКінтош стверджують, що Родерік зібрав людей звиклих до грабунків та розбою та напав на Інвернесс, палив і грабував. У 1431 році Родерік воював з королівськими військами під керівництвом Дональда Баллока в Лохабері. У 1455 році він разом з іншими МакДональдами здійснив напад на графство Сазерленд. Похід був невдалим, МакДональди були розбиті, але Родерік зумів врятувати своїх людей і відступити в замок Тіоран. У 1469 році Джон ІІ — лорд Островів разом зі своїм братом Х'ю Слетом захопили більшу частину земель, які належали Ранальду. Серед них були 30 меркландів зі Скірбоу в Південному вісті, 12 меркландів з Бенбекала, 60 меркландів Північного Віста. Х'ю Слет додатково отримав 24 меркландів в Арістайг і 21 меркланд в Ейгг. У результаті цього в випадку смерті Родеріка, його нащадки отримували спадщину із спірних територій. Родерік помер в 1481, був похований у Реліг Одрайн, йому успадковував його старший син Аллан.
Аллан — IV вождь клану МакДональд з Кланраналда ввійшов в історію як найвідоміший вождь цього клану. Він був прихильником Ангуса — сина Джона ІІ — лорда Островів. Брав участь у битві під Блуді Бей. Під час битви, яка відбувалась між Арднамурханом та Тоберморі, Ангус переміг свого батька. Аллан підтримав Олександра Лохаслша, якого розглядали як спадкоємця лорда Островів. На його боці Аллан брав участь у битві під Блар На Пайрке (гельск. — Blar Na Pairce) у 1488 році проти клану МакКензі. У 1491 році він приєднався зі своїми загонами до війська кланів МакДоналд з Кеппоха та Камерон і почав війну напавши на землі графа Хантлі. Від Баденока повстанці рушили на Інвернесс захоплюючи по дорозі замки. Землі Олександра Аркарта, що виступив проти графа Росс були розграбовані. Частина здобичі дісталася клану МакДональд з Кланраналда. Клан захопив 600 корів і волів, 80 коней, 1000 овець, 200 свиней та інше. Наступного року король вимагав відшкодувати клану Аркарт збитки. Проте так і лишилось невідомим чи збитки були відшкодовані. Коли король Джеймс IV вперше відвідав Хайленд, Аллан був один з небагатьох вождів, хто сплатив йому данину. Під час перебування Аллана на посаді вождя виникла суперечка між ним і Джоном Каханахом та Макланом Ардамурханом щодо земель Сунарт. Король постановив, що землі повинні лишатися в тодішніх орендарів, аж поки суперечка не буде остаточно врегульована. Дуже скоро після цього Олександр Лохалш знову підняв повстання. Проте цього разу Аллан відмовився приєднатися, хоча цілком імовірно, що він переслідував МакКензі з Кінтайла — ворога Лохалша. Аллан помер в 1505 році в Блер Атолл. Йому успадковував його син, Ранальд Бейн.

#### XVI століття
Ранальд Бейн був схоплений, засуджений до страти і страчений в присутності короля. При цьому було навіть не записано за який злочин його було засуджено. Це сталося в місті Перт у 1509 році. Посаду вождя клану успадкував його старший син Доугалл (шотл. Dougall). Доугалл був вбитий у 1520 році людьми свого ж клану – вони його звинуватили у жорстокості. Його синам було відмовлено у праві успадкувати посаду вождя клану. Посада вождя клану перейшла до його дядька – Олександра, сина IV вождя. Олександр, таким чином, став VII вождем клану МакДональд з Кланраналда. Помер він у 1530 році.
Джон Мойдартах – VIII вождь клану після смерті свого батька володів землями Мойдарт, Арасайг та замком Тіоран. У 1540 році він був схоплений королем Джеймсом V і кинутий за ґрати. Лорд Ловат підтримав як вождя клану Ранальда Галлда (шотл. Ranald Gallda). Статути які ввів Джон були відкликані і Ранальд Галлда був визнаний законним спадкоємцем всіх прав свого батька Аллана. Але потім Джона Мойдарта випустили з в'язниці і Раннальд Галлда змушений був тікати і переховуватись. Притулок йому надав лорд Ловат. Клан МакДональд з Кланраналда перейшов у наступ і за підтримки кланів МакДональд з Кеппоха та Камерон здійснив напад на землі Фразер, якими володів лорд Ловат. Клан захопив землі лорда Ловата – Статеррік та Абертарф, а також землі клану Грант — Аркарт та Гленморістон в тому числі і замок Арrарт. Ці землі були повністю розграбовані, клан планував назавжди включити у свої володіння ці землі. Але втрутився граф Хантлі і клан змушений був відступити. Прихильники Ранальда Галлда змушені були тікати, а Джон Мойдартах знову зайняв землі Мойдарт. Прихильники Джона Мойрдартаха продовжили війну – відбулась жорстока битва біля Кланлохлохі, що ввійшла в історію як «Битва Сорочок» — 15 липня 1544 року. У битві переміг Джон Мойдартах і став повноправним вождем клану. Помер він у 1584 році, був похований у Хавморі, в Південному Уїсті. Йому успадкував його старший син Аллан.
У 1588 році Аллан – IX вождь клану МакДональд з Кланраналда посварився з Олександром МакДональдом з Кеппоха і вбив його. Аллану ніколи не пробачили це вбивство, його статус не визнавали офіційно, але він володів землями до кінця свого життя. Аллан одружився з дочкою Аласдайра Кротаха, але поводився з нею жорстоко. Ця його поведінка стала причиною конфлікту з кланом МакЛауд. Старший син Аллана помер раніше за батька. Сам Аллан помер у 1593 році і був похований в Ісландфіннан (шотл. Islandfinnan). Йому успадкував його син Ангус – Х вождь клану. Він був незабаром вбитий і йому успадкував його брат Дональд.
Дональд – XI вождь клану одружився з дочкою Ангуса МакДональда з Даннівега і Гленса. Його тесть в той час вів війну з кланом МакЛін з Дуарта та їх вождем Лахланом Мором МакЛіном Дуартом. Лахлан Мор на чолі свого клану та іспанських найманців пустошив острови Рам та Ейгг. МакДональди тим часом напали на землі Колл, Малл, Тірі. Дональд повернувся у свій замок Тіоран на кораблі, що був наповнений здобиччю та трофеями. Лахлан Мор був спочатку не взмозі завдати удар у відповідь і чекав слушного часу. У 1594 році Дональд Горм МакДональд зі Сліту, Руарірі Мор МакЛауд з Харрісу та Данвеган відправились в Ольстер з військом взяти участь у черговій війні в Ірландії за незалежність підтримуючи повсталих ірландців. Вони вирушили на підтримку Х'ю О'Доннелла, що намагався здобути замок Енніскіллен. У 1595 році була здійснена інша експедиція шотландців з Гебридських островів (Іннсе Галл — Innse Gall – гельск.) на підтримку ірландських повстанців проти англійських військ. Дональд Горм Мор зі Сіту зібрав флот з 50 бойових кораблів і 70 кораблів постачання. Цей флот зітнувся з англійськими фрегатами – відбулась морська битва в затоці Белфаст-Лох. У тому ж році Дональд і Джон Ог з Ардамурхана організували ще один похід в Ольстер на чолі війська з 2000 воїнів. Але в той же час Лахлан Мор МакЛін несподівано напав на МакДональдів, вбив багато людей і захопив в полон вождів.
У 1601 році клан МакДональд з Кланраналда приєднався до клану МакДоннел з Гленгаррі у їх нескінченні війні з кланом МакКензі з Кіниайлу. МакДональди кинули свої основні сили в Кінтайл. Але в Південному Уїсті Мердок МакНейлл з Барра захопив землі Бойсдейл заявивши, що вони здавна належали їхньому клану. Дональд повів своє військо в Південний Уїст, розгромив клан МакНейлл, але Мердок втік на віддалені острови, де потім був вбитий. Потім Дональд зустрівся з представниками короля Шотландії і погодився виконувати закони королівства. Дональд був висвячений в лицарі королем Джеймсом VI в Голіруд у 1617 році. Він помер у замку Тіоран у 1618 році. Йому успадкував його син Джон.

#### XVII століття
Джон – XII вождь клану МакДональд з Кланраналда взяв активну участь у громадянській війні на Британських островах. Він підтримав Монтроза та Аласдайра МакКолла – сина Колла Кіотаха у битві під Інверлохі у 1645 році. Після цього він повернувся на свої землі, що набрати ще війська, знайшов гарнізон Мінгаррі, напав на графа Аргайл. Перемігши графа Аргайл він посилив свій гарнізон. Потім він спустошив весь Сунарт та Арднамурхан. Джон помер у 1670 році в Еріска (Південний Уїст) і похований Гавморі на тому ж острові. Йому успадкував його єдиний син Дональд.
Дональд – XIII вождь клану МакДональд з Кланраналда жив в замку Тіоран, здійснивши там капітальний ремонт. Він помер у 1686 році в Канна, похований в Гавморі. Йому успадкував його старший син Аллан. Аллан – XIV вождь клану здобув блискучу для свого часу університетську освіту. Він жив в замку Тіоран, який у 1689 році захопив Вільгельм Оранський і конфіскував у нього після битви під Кіллікранкі.

#### XVIII століття
Аллан був смертельно поранений у битві під Шеріфмуйр у 1715 році під час повстання якобітів до якого він долучився і помер у замку Драммонд наступного дня після битви. Він був похований у Іннерпефрай в усипальниці клану Перт. Йому успадкував його брат Ранальд. Ранальд — XV вождь клану МакДональд з Кланраналда не одружився і помер у Фауборг Сент-Гермайнс у 1725 році і був похований в Парижі. Його наступником став Дональд МакДональд з Бенбакула. Конфісковані землі та маєтки клану йому були повернені. Дональд — XVI вождь клану МакДональд з Кланраналда помер у 1730 році і був похований в Клад Муйре в Нунтоні. Йому успадкував його старший син Ранальд. Ранальд — XVII вождь клану МакДональд з Кланраналда відмовив Чарльзу Едуарду Стюарту та якобітам у проханні підтримати повстання 1745 року. Але своїх родичі він не зумів переконати не підтримувати повстання. Він помер у Нунтоні у 1766 році, де і був похований. Йому успадкував його старший син, якого теж звали Ранальд. Ранальд — XVIII вождь клану МакДональд з Кланраналда отримав освіту у Франції, де він познайомився з Чарльзом Едвардом Стюартом. У той час як його батько був ще начальником клану, Ранальд разом з МакДональдом з Кінлохмойдарта та МакДональдом з Гленадайлу, приєдналися до Чарльза Едварда Стюарта в 1745 році. Ранальд підняв 250 членів клану і після підняття прапору повстання на Гленфіннан, привів 500 осіб в Данді і оголосив Джеймса Френсіса Едуарда Стюарта королем вільної Шотландії. МакДональди з Кланраналду взяли участь у битві під Престопан та в битві під Фолкерк. Полк Кланраналд на чолі з Аласдайром МакМайстіром воювали у битві при Каллоден в квітні 1746 року. Під час бою полки МакДональдів були розташовані на крайньому лівому крилі замість бажаного місця на правому крилі. Популярна легенда говорить, що ці полки були ображені такою зневагою до себе. Після поразки у битві полк відступив до Форт Август. Після поразки повстання якобітів, Ранальд провів деякий час у Франції, потім, нарешті, повернувся до Шотландії. Він помер у Нунтоні в 1776 році, де він і був похований. Йому успадковував його старший син Джон Мойдартах – XIX воджь клану. Він помер в Единбурзі в 1794 році і був похований в Голіруд. Йому успадковував його старший син Ранальд Георг.

#### XIX – XX століття
Ранальд Герг (Джордж) з 1813 по 1838 рік продав практично всі землі, які колись належали клану отримавши за це величезну для тих часів суму. Помер у Лондоні у 1874 році і був похований на кладовищі Бромптон. Йому успадковував його син Реджинальд Джон Джеймс Джордж. Реджинальд Джон Джеймс Джордж – XXI вождь клану був адміралом на Королівському флоті. Він помер в Лондоні в 1899 році, і йому успадковував його син Аллан Дуглас. Аллан Дуглас – XXII вождь клану народився в 1856 році і був капітаном Королівської артилерії. Йому успадковував його брат Ангус Родерік. Пряма лінія вождів клану урвалася в 1944 році, зі смертю Ангуса Родерік – XXIII вождя клану. Потім верховенство в племені перейшло по лінії МакДональд з Бойсдейлу, які є філією клану. Нині вождем клану є Ранальд Олександр МакДональд з Кланраналду – XIV вождь клану і Капітан Кланраналду, був визнаний вождем клану герольдами Шотландії в 1956 році. Нині він є членом Постійної Ради шотландських вождів.

## Основні септи і фамілії клану
У дужках наведені варіанти гельських назв цих септ і фамілій: Allan, Burke, Lynn, MacCellach, MacCulloch (Mac Cellaigh), MacKelloch, Kelly (Mac Cellaigh), MacCormick, MacCuithein, MacKeithan, MacWhithee, MacQueen (Mac Cuithein, MacCuinn), MacDougall, MacEachan, MacGachen, MacGeachie, McGeachie, MacKeachan, MacKechnie, MacKichan, MacAichan, McGechan, McGechaen, MacGillies, Gillis, Gill (Mac Gille Iosa), MacGorrie, Currie, Curry, McCurry, Godfrey, Jeffrey (Mac Goraidh), MacGowan, Gowan (Mac a Ghobhainn), Smith, MacIllimhicall, MacMichael, MacMitchell, Michael, Michaelson, Mitchell, Mitchelson, Carmichae (Mac Gille Mhicheil), MacInnes, MacGinnis, MacIntyre, MacEntire, Wright (Mac an t-Saoir), MacIsaac, MacKessock, Isaacson, Kessock (Mac Iosaig), MacKenabry, MacLellan, MacClellan, MacGillelan, Gililan (Mac Gille Fhaolain), MacLulich, MacCulloch (Mac Lulaich), MacManechin, Monk (Mac Manach), MacMhuirich, MacBurie, MacMurrich, MacVurrich, MacWurie, Currie, Curry, MacCurry (Mac Mhuirich), MacQuilly, MacRuairi, MacRory, MacRury MacCrory, Rorieson, Rory (Mac Ruairidh), MacVarish, MacWarish, MacMoris (Moidart), Park.